# Ali Maher
Ali Maher (ar. علي ماهر; ur. 13 lutego 1973 w Kairze) – egipski piłkarz grający na pozycji napastnika. W swojej karierze rozegrał 29 meczów i strzelił 11 goli w reprezentacji Egiptu.

## Kariera klubowa
Swoją karierę piłkarską Maher rozpoczął w klubie Tersana SC. W 1996 roku odszedł z niego do saudyjskiego Al-Ansar Medyna, w którym spędził pół roku. W latach 1997–2002 występował w Al-Ahly Kair. Czterokrotnie wywalczył z nim mistrzostwo Egiptu w sezonach 1996/1997, 1997/1998, 1998/1999 i 1999/2000 oraz zdobył dwa Puchar Egiptu w sezonach 2000/2001 i 2002/2003. W 2001 roku wygrał Ligę Mistrzów, a w 2002 Superpuchar Afryki. W 2003 roku odszedł do ENPPI Club, w którym w 2004 roku zakończył karierę.

## Kariera reprezentacyjna
W reprezentacji Egiptu Maher zadebiutował 25 października 1992 w wygranym 4:1 meczu eliminacji do MŚ 1994 z Togo, rozegranym w Lomé. W 1996 roku powołano go do kadry na Puchar Narodów Afryki 1996. Rozegrał na nim cztery mecze: grupowe z Angolą (2:1), Kamerunem (1:2, strzelił w nim gola) i z RPA (1:0) i w ćwierćfinale z Zambią (1:3). Od 1992 do 1997 rozegrał w kadrze narodowej 29 meczów i strzelił 11 goli.